# クマイのアリストデモス
アリストデモス（希：Ἀριστόδημος、ラテン文字転記：Aristodemos、紀元前550年-紀元前490年頃）はカンパニアのクマイの僭主である。彼はマラコス（Malakos、軟弱さないし穏やかさの意）というあだ名を持つ。アリストデモスはローマが共和政になった頃に活動し、当時のイタリアで政治的に重要な役割を果たした。
アリストデモスはクマイの名門の出である。彼の時代クマイはローマ王タルクィニウス・スペルブスおよびラテン人と同盟を結んでいた。紀元前524年にアリストデモスはエトルリア人を破ってクマイの包囲を解かせ、紀元前506年にはエトルリア人によって攻撃を受けたラテン人を救援し、アリキアの戦いでエトルリア人を破った。これらの功績によって彼は民衆の支持を得た。彼はクーデタを起こし、紀元前502年に僭主の座についた。彼は反貴族政の政策を行い、土地の再分配と負債の取り消しを行った。彼は貴族派を殺害ないし追放し、その子供たちも追放した。彼はクマイの青少年を柔弱で無気力になるように教育した。また、アリストデモスは追放されたタルクィニウスとその家族を保護し、紀元前492年にタルクィニウスの復位のためにローマに圧力をかけた。紀元前490年頃、追放された貴族とその子供たちによってアリストデモスは政権を失い、殺された。

## 参考サイト
- William Smith, Dictionary of Greek and Roman Biography and Mythology